# Прапор Сан-Андрес-і-Провіденсії

Прапор Сан-Андрес-і-Провіденсії

Прапор департаменту Колумбії Сан-Андрес-і-Провіденсія є синім полотнищем з білим косим Андріївським хрестом. Він дуже схожий на прапор Шотландії, але використовує інший відтінок кольору та тонкіший хрест.